# Csatkal-hegység
A Csatkal-hegység egy hegyvonulat Üzbegisztán és Kirgizisztán területén. A hegység a Nyugati-Tien-san hegységcsoport egyik tagja, mely a Tien-san láncos röghegységhez tartozik.
A Talasz-Alatau gerincéből ágazik ki délnyugati irányban és a Ferganai-medence északnyugati határát képezi. Hosszúsága körülbelül 200 kilométer, szélessége 30 kilométer. Legmagasabb pontja 4503 méterrel emelkedik ki. Leginkább a paleozoikumból származó gránit, palák és mészkő alkotják.